# Dassareten
Die Dassareten (griechisch Δασσαρήτιοι Dassarétioi) waren ein antiker Stamm der Illyrer. Ihr Siedlungsraum Dassarétia (Δασσαρήτια) umfasste geographisch das Gebirgsland um die drei „dassaretischen Seen“ (Ohridsee, Prespasee, Kleiner Prespasee) und erstreckte sich in den Südwesten bis zum Fluss Eordaïkos (albanisch Devoll) im heutigen Länderdreieck von Albanien, Nordmazedonien und Griechenland. Hauptort war Lychnidos (heute Ohrid).
Der Sage nach stammten die Dassareten von Dassaro ab, einer Tochter des Illyrios. Im Süden grenzte ihre Landschaft an die übrigen Stämme von Epiros und im Südosten an die obermakedonischen Landschaften Lynkestis und Orestis, die sie im Bund mit ihren illyrischen Bruderstämmen häufig überfielen. Im Norden grenzte das Volk der Dardaner an. Im 4. Jahrhundert v. Chr. wurde Dassaretia von Philipp II. unterworfen und seither selbst zu Obermakedonien gezählt. Mit der Grenzfestung Pelion, gelegen beim heutigen Korça, bildete diese Landschaft fortan den äußersten Westen des makedonischen Königreichs. Im Jahr 335 v. Chr. besiegte Alexander der Große während seines Balkanfeldzuges hier ein illyrisches Heer. Vermutlich war es Kassander, der in dieser Region die Stadt Antipatreia gründete, das heutige Berat.
Nach dem zweiten makedonisch-römischen Krieg musste Philipp V. 196 v. Chr. Dassaretia an Rom abtreten, von dem es einen autonomen Status innerhalb des Illyricum eingeräumt bekam.